# Бэникэ, Андреа

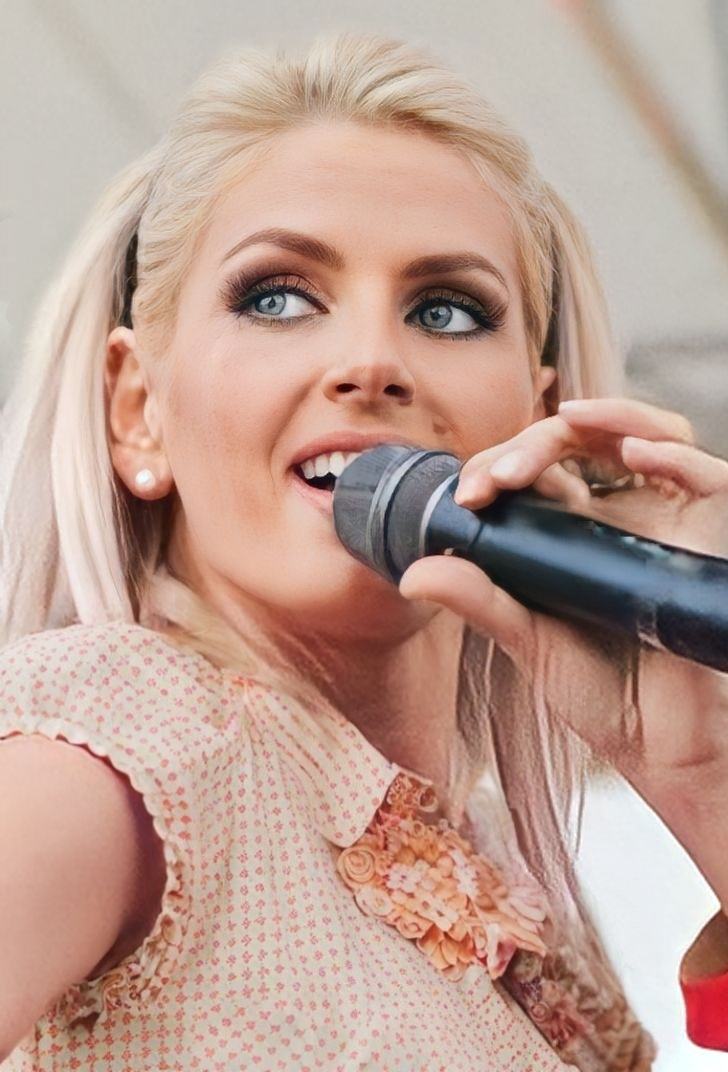
Андреа Бэникэ (2017)

Андре́а Бэни́кэ (рум. Andreea Bănică; род. 21 июня 1978 года в г. Эфорие Суд, жудец Констанца, Румыния) — румынская певица. Вместе с Клаудией Патраскану и Юлией Челару была участницей группы Exotic, затем основала группу с Кристиной Блонди, после чего начала очень успешную сольную карьеру. Бэникэ завоевала награды на фестивалях RMA, Romanian Top Hits, MTV Music Awards и многих фестивалях балканской музыки. В Бразилии, Румынии, Болгарии и Сербии её песни достигли вершины хит-парадов.

## Биография
Андреа дебютировала в музыкальном шоу-бизнесе на Festivalul Mamaia 1998 года. Вместе с Клаудией Патраскану и Юлией Челару основала первую женскую группу «Exotic». Их первая песня «Play» имела большой успех. За два года «Exotic» выпустила два альбома: «Sexxy» и «Pasional», три сингла («Uita-ma», «Sexy» и «Un sarut»), на все песни сняты клипы.
После распада «Exotic» Андреа Бэникэ, как и другие участницы группы, продолжила музыкальную карьеру. В 2000 году она с Кристиной Рус основала группу Blondy. Группа выпустила три альбома («Atat de aproape», «O parte din tine», «Dulce si amar»), шесть видео и получила награду за лучший танец группы по радио Romania Actualitati в 2003 году. В 2004 году Кристина покинула группу и начала сольную карьеру.
Некоторое время Андреа Бэникэ продолжала выступать под прежним именем. Вместе с продюсером Laurentiu Dut она записала два сингла: «Indragostiti», «Dulce si amar» и свой первый сольный альбом «Dansez, dansez». Её первым успехом стала песня «Dance, Dance», и её популярность продолжала возрастать. Песня «Fiesta» достигла первого места во всех чартах румынской музыки, на MTV Awards Баника получила награду в категории «Лучший сольный исполнитель». В это время она решила отказаться от названия «Блонди» и выходит на сцену со своим именем — Андреа Бэникэ.
Второй сольный альбом в своей карьере был назван «Rendez-vous». В него был включен сингл «Fiesta», а также сингл «Rendez-vous», давший название альбому.
Андреа Бэникэ в начале 2008 года выпустила своё новое видео на песню «Incredere», который был снят Драгосом Булигой, и начала работу над новым альбомом. Весной того же года на сцене появился новый сингл «Hooky Song» вместе с Smiley. Песня была написана композиторами, которые работали с такими артистами, как Леона Льюис и One Republic. На песню был снят клип, режиссёр — Юлиан Мога.
В 2009 году у певицы рождается первый ребенок - дочь София Мария. Хотя никто не ожидал, что Андреа вернётся на сцену, в середине марта она запускает клип на песню «Le Ri Ra». В августе 2009 года Андреа выпустила новый сингл: «Samba» в сотрудничестве с Dony.
В 2010 году на RMA Андреа получила награду в номинации «Лучшее видео» за видео «Samba». Также в 2010 году выступает в серии концертов в Болгарии, во время тура, который продвигает самых известных артистов с юга Дуная. В результате «Samba» стал самым транслируемым синглом 2010 года в Болгарии.
В начале 2011 года Андреа выпускает Best Of album — сборник самых известных песен — и новый сингл — «Sexy». В ARR Awards 2011 песня «Love in Brasil» названа лучшей песней латинского континента.